# Orleans (Nueva York)
Orleans es un pueblo ubicado en el condado de Jefferson en el estado estadounidense de Nueva York. En el año 2000 tenía una población de 2,465 habitantes y una densidad poblacional de 13 personas por km².

## Geografía
Orleans se encuentra ubicado en las coordenadas 44°14′39″N 75°58′37″O / 44.24417, -75.97694.

## Demografía
Según la Oficina del Censo en 2000 los ingresos medios por hogar en la localidad eran de $ 36,458 y los ingresos medios por familia eran $41,471. Los hombres tenían unos ingresos medios de $28,828 frente a los $22,132 para las mujeres. La renta per cápita para la localidad era de $17,315. Alrededor del 12.2% de la población estaban por debajo del umbral de pobreza.